# ABC (hebdomadaire)
Pour les articles homonymes, voir ABC.
ABC était un périodique d'actualité et d'information publié en Italie dans les années soixante et soixante-dix au  XXe siècle. Fondé à Milan en 1960 par Gaetano Baldacci, ancien directeur du journal Il Giorno à Milan, ABC cesse définitivement ses parutions après 1981, après deux changements de ligne éditoriale.

## Histoire
ABC est fondé en 1960 par Gaetano Baldacci, ancien fondateur de Il Giorno à Milan. Licencié du journal pour des raisons politiques, Baldacci utilise son indemnité de départ pour fonder ABC. En 1961, la propriété du journal passe aux mains du SO.GEPE (SOcietà GEsione PERiodici) d'Enzo Sabato dont le siège est à Milan 34 rue Zuretti. Il en est le directeur pendant quelques années. Par la suite, la direction d'ABC est confiée à Romano Cantore et en 1967, avec la naissance de la nouvelle société SEA (Società Editoriale Attualità), dont le siège est 48 rue Teocrito, Milan, la direction est confiée à Sivio Biscaro. Les graphismes sont créés par le peintre Sirio Musso, qui s'inspire de ceux des journaux britanniques populaires. De 1969 à 1970, la direction passe au critique de cinéma Corrado Terzi. La fermeture définitive de l'hebdomadaire populaire a lieu en 1981, après quelques discontinuités en 1975 et 1978.
L'hebdomadaire, très diffusé tout au long des années soixante et au début des années soixante-dix, a une ligne clairement socialiste, anticonformiste et anticléricale. Outre des articles sur la politique, le magazine publie des reportages sur les modes de vie et de société, des articles à scandale, et des photos osées de l'époque. La page centrale est occupée à chaque numéro par la photographie d'une showgirl. Mentionnons aussi la rubrique de Cristina Leed, un pseudonyme de la rédactrice Renata Pisu, qui traite des problèmes et de pratiques sexuelles. Au fil des années, Luciano Bianciardi, Giancarlo Fusco (qui avec la rubrique Pollice Verso « renoue avec son meilleur filon »  ), Giorgio Calabrese (propriétaire d'une chronique de critique musicale pendant des années), Callisto Cosulich (qui s'est occupé du cinéma) et Renato Proni, notamment pour la section étrangère.
Le magazine est ensuite acquis par Francesco Cardella, qui a nommé Ruggero Orlando comme directeur, puis Claudio Sabelli Fioretti. Font également partie des directeurs Romano Cantore et Stefano Surace.
Dès 1960, le journal présente des pages entières des meilleurs humoristes internationaux : Jules Feiffer, Jean-Jacques Sempé, Siné , Chaval, Roland Topor, Maurice Henry, James Thurber, Jean Bosc, Ronald Searle. Le caricaturiste Renato Calligaro contribue également.
Le magazine est impliqué dans de nombreuses batailles sociales pour le divorce, en soutien au député socialiste Loris Fortuna, contre l'abrogation de la loi sur l'avortement, contre la redevance RAI. En 1968, il passe à la couleur et atteint un tirage de 800 000 exemplaires. ABC publie également des monographies bimensuelles, petits volumes consacrés à des sujets politiques et sociaux d'actualité, dont celui écrit par Renata Pisu sur la révolution culturelle en Chine et Mao Zedong. ABC cesse ses publications au milieu des années 70 « à cause d'une couverture qui porte le titre « Murder Police » déclare Lidia Ravera, qui y travaillait sous la direction de Claudio Sabelli Fioretti, juste au moment où l'hebdomadaire fermait.
À la fin des années soixante-dix, cependant, le journal réapparaît comme hebdomadaire au format tabloïd dirigé par Vittorio Ugo Morosi, déjà rédacteur en chef de l'hebdomadaire depuis les années soixante. ABC est totalement transformé, avec des dessinateurs français ( Georges Wolinski, Jean-Marc Reiser ) et italiens (Cecco Mariniello, Lido Contemori, Berlinghiero Buonarroti, Graziano Braschi, Paolo della Bella, Massimo Presciutti). L'actualité, très rare, semble servir avant tout à présenter des images satiriques. En 1977, il consacre un intérêt particulier au mouvement étudiant. Il ferme définitivement, à la déception de ceux qui ont contribué à son succès dans les années dorées d'après 1981.